# Alice Springs
Alice Springs je město ležící v australském Severním teritoriu v Macdonnellově pohoří. Je obklopeno pouští nacházející se téměř uprostřed kontinentu. Bylo založeno jako stanice pro pozemní telegrafní linku v 70. letech 19. století. V letech 1927–1931 bylo hlavním městem Střední Austrálie.

## Historie
Příslušníci místního domorodého kmene Arrente osídlili oblast v okolí města Alice Springs již před 50 000 lety a toto místo nazývali Mparntwe. Za počátek samotného města lze považovat založení telegrafní stanice Stuart pojmenovaná po výzkumníkovi, jehož výprava tudy prošla jako první bělošská expedice v roce 1861 – Stuartovi. Stanice zde byla zřízena proto, že tehdejší technika vyžadovala, aby byla telegrafní zpráva vždy po úseku určité délky znova přeposlána. Telegrafní linka byla dokončena roku 1872.
Město samotné pak vzniklo po objevu zlata asi 10 km na jih od stanice Stuart. Ve 30. letech 20. století bylo přejmenováno na Alice Springs. Důvodem, proč se v názvu města objevuje slovo Springs – Prameny, je to, že tůně vody v korytě většinou vyschlé řeky Todd byly prvními osadníky dlouho považované za prameny.

## Doprava
Kromě leteckých linek spojuje město se světem Stuartova dálnice, která vede z jihu z Adelaide na sever do Darwinu. Nedávno byla dokončena transkontinentální železnice, která vede po stejné trase. Mnoho let však končila právě v Alice Springs. Tato železnice se nazývá Ghan, a to podle zkomoleniny, kterou byly nazývány karavany velbloudů, které dříve zajišťovaly spojení s Adelaide (Ghan – Afghan cameleers). Velká část těchto dromedárů byla po dokončení telegrafní linky pro nadbytečnost prostě vypuštěna do divočiny, kde zdomácněli a dodnes se tu hojně vyskytují – Austrálie se tím dokonce stala jedinou lokalitou, kde se tento druh velblouda vyskytuje volně.

## Podnebí
V Alice Springs je klima horké a suché – kontinentální. V létě teploty přes den vystupují běžně přes +40 °C, kdežto v zimních nocích klesají k 5 °C. Občas se po ránu vyskytuje též jinovatka. Srážky jsou minimální, roční průměr činí 279 mm. Někdy však dochází k extrémům, kdy např. v roce 2001 napršelo 741 mm. Deště obvykle přicházejí ve formě prudkých bouřek.

## Obyvatelstvo
Obyvatelstvo Alice Springs sestává ze směsice potomků evropských a asijských přistěhovalců a původních obyvatel – Austrálců.

## Kriminalita
Kriminalita je ve městě značným problémem. Příčinou jsou Austrálci, kteří žijí v osadách nedaleko města a ve městě. Austrálci jsou většinou nezaměstnaní, častá je závislost na alkoholu a čichání benzínu. Městská rada byla dokonce nucena najmout si soukromou bezpečnostní službu a místní obchody jsou nuceny vynakládat značné prostředky na bezpečnostní opatření jako kamerové systémy, ploty a ostnaté dráty. Z turistického hlediska je ale převážně neškodná a místním doporučením je stejná ostražitost jako ve velkých městech a neznámých místech.

## Turistika
Většina turistů přijíždí do Alice Springs kvůli návštěvě nedalekého Uluru. Mnozí však podnikají dobrodružné cesty do okolní divočiny. Ve městě byla zřízena též botanická zahrada, kde je k vidění místní flóra.

## Památky
- památník ANZAC z roku 1934 stojí na pahorku Anzac Hill
- muzeum zkamenělin (Museum of Central Australia)
- muzeum věnované památce Johna Flynna zakladatele Královské lékařské služby v Adelaide House první nemocnici v Alice Springs